# MÁV-Baureihe V51
Die MÁV-Baureihe V51 war eine Serie elektrischer Gepäcktriebwagen der ungarischen Staatsbahn Magyar Államvasutak (MÁV), die im Inselbetrieb auf der mit 11 kV 16 2/3 Hz Wechselspannung elektrifizierten Lokalbahn Rákospalota–Vác eingesetzt wurden.

## Geschichte
1911 wurde zwischen Rákospalota und Vác bei Budapest ein S-Bahn-ähnlicher Betrieb eingeführt, wobei SSW aus Budapest sowohl die elektrischen Anlagen als auch die Fahrzeuge lieferte. Insgesamt wurden vier Gepäcktriebwagen als Zugmaschinen für den Güterverkehr und elf Personentriebwagen gebaut.
Der Fahrzeugteil der Gepäcktriebwagen wurde von Ringhoffer in Prag-Smíchov geliefert. Anfangs hatten sie die Bezeichnung 1–4, die MÁV reihte sie dann bald darauf als V51 ein, als sie den Betrieb der Lokalbahn übernahm. Obwohl die Fahrzeuge nach dem System der preußischen EG 511 bis EG 537 ausgeführt wurden, erforderte das Triebwerk viel Wartung.
Einsatzdaten sind in der Literatur nicht zu finden. Während des Zweiten Weltkriegs wurden die Triebwagen beschädigt. Da die Fahrleitungsanlagen der Lokalbahn damals schwere Beschädigungen erlitten, wurden sie nach Kriegsende nicht wieder aufgebaut und der Betrieb wurde mit Dampflokomotiven fortgesetzt. Die vier Gepäcktriebwagen wurden demzufolge bald ausgemustert und verschrottet.

## Technische Angaben
Die Triebwagen waren mit je zwei Einphasen-Reihenschlussmotoren ausgerüstet, die mittels Schlitztreibstangen alle vier Räder antrieben. Die Steuerung erfolgte über ein Schaltwerk durch den Abgriff unterschiedlicher Anzapfungen der Sekundärseite des Transformators.